# Stiftung GFZ
Die Stiftung GFZ ist eine gemeinnützige, religiös und politisch unabhängige Organisation in Zürich mit dem Zweck, Angebote für Familien zu schaffen und die Entwicklung und Freiräume von Kindern, Jugendlichen, Familien und Frauen zu fördern.
Die Stiftung GFZ (vormals Gemeinnütziger Frauenverein Zürich) wurde im Jahr 1885 in Zürich gegründet und setzt sich für die Anliegen von Frauen, Kindern und Familien zum Aufbau einer nachhaltigen, familienorientierten Kinderbetreuung ein.
Die pädagogische Grundhaltung ist geprägt von frühkindlicher Entwicklung und berücksichtigt neben der Persönlichkeit, die soziale, emotionale und kognitive Entwicklung ab dem Säuglingsalter. Als Anbieterin von Kindertagesstätten und Vermittlerin von Tagesfamilien arbeitet die Stiftung eng mit der Stadt Zürich zusammen.

## Familienzentren
Zusätzlich zur wichtigsten Dienstleistung, der Kinderbetreuung, bietet die Organisation auch bedarfsorientierte Unterstützungsangebote für Familien in drei Familienzentren in der Stadt Zürich an. In den Familienzentren finden Familien mit Kindern bis vier Jahren Angebote in den Bereichen Begegnung, Betreuung, Beratung und Bildung. Diese Angebote fördern die frühkindliche Entwicklung, sie bietet Familien aber auch Hilfe in konkreten Alltagsfragen an.